# Élisabeth Hardy
Élisabeth Hardy est une actrice française née le 30 août 1917 aux Essarts et morte le 14 août 2000 à Rennes.

## Filmographie
- 1943 : Les Anges du péché de Robert Bresson
- 1946 : L'Idiot de Georges Lampin : Sophie Ivolguine
- 1949 : La Maternelle de Henri Diamant-Berger : l'assistante sociale
- 1950 : Justice est faite d'André Cayatte : Béatrice Flavier
- 1951 : Monsieur Fabre d'Henri Diamant-Berger : Marie Fabre
- 1952 : Nous sommes tous des assassins d'André Cayatte : la mère de la fillette
- 1953 : Virgile de Carlo Rim : la secrétaire
- 1954 : Ma petite folie de Maurice Labro : Berthe
- 1957 : En votre âme et conscience, épisode : L'Affaire Landru de Jean Prat
- 1971 : Le Tribunal de l'impossible : Le Voleur de cerveau d'Alain Boudet : madame Fromeck mère (TV)